# Ronchi Valsugana
Ronchi Valsugana é uma comuna italiana da região do Trentino-Alto Ádige, província de Trento, com cerca de 384 habitantes. Estende-se por uma área de 10 km², tendo uma densidade populacional de 38 hab/km². Faz divisa com Torcegno, Roncegno Terme e Borgo Valsugana.